# Les Loups de Wall Street
Ne doit pas être confondu avec Le Loup de Wall Street.
Pour plus de détails, voir Fiche technique et Distribution.
Les Loups de Wall Street (Wolves of Wall Street) est un film d'horreur américain réalisé par David DeCoteau, sorti en 2002.

## Fiche technique
Sauf indication contraire, les informations mentionnées dans cette section peuvent être confirmées par la base de données cinématographiques IMDb,  présente dans la section « Liens externes ».
- Titre original : Wolves of Wall Street
- Titre français : Les Loups de Wall Street
- Réalisation : David DeCoteau
- Scénario : Barry L. Levy
- Musique : Harry Manfredini
- Décors : Deana Sidney
- Costumes : Kathryn Nixon
- Photographie : Horacio Marquínez
- Montage : Bruce Little
- Production : Paul Colichman, Andreas Hess et Stephen P. Jarchow
- Sociétés de production : ACH, Christopher Filmcapital et Regent Productions
- Société de distribution : DEJ Productions
- Pays de production :  États-Unis
- Langue originale : anglais
- Format : couleur
- Genre : horreur
- Durée : 85 minutes
- Dates de sortie :
  - États-Unis : 31 décembre 2002
  - France : n/a

## Distribution
- Jeff Branson : Tyler
- Louise Lasser : la propriétaire
- William Gregory Lee : Jeff Allen
- Angela Pietropinto : la femme des ressources humaines
- John Michaelson : l'homme des ressources humaines
- Mary Elaine Monti : la femme des ressources humaines 2
- Eric Roberts : Dyson Keller
- Michael Bergin : Vince
- Jason-Shane Scott : Meeks
- John-Paul Lavoisier : Barnes
- Bradley Stryker : Kennison
- Elisa Donovan : Annabella Morris
- Will Keenan : Davis

## Production
Le tournage a lieu à New York.